# Stichting Orange Babies
Stichting Orange Babies is een Nederlandse stichting met als doelstelling het helpen van hiv besmette zwangere vrouwen in ontwikkelingslanden.

## Geschiedenis
Orange Babies is een idee van Baba Sylla. Deze uit Senegal afkomstige man was in 1998 twee weken op familiebezoek in Senegal toen er een zwangere vrouw bij zijn vader, Bafode Sylla, aanklopte. De vrouw had aids en wilde graag dat Bafode, een gerespecteerd man in die omgeving, haar hulp bood. Op aanraden van Baba stuurde Bafode de vrouw weg. Nadat Baba weer in Nederland was teruggekeerd, kreeg hij last van schuldgevoel en besloot hij dat hij toch wat moest doen voor zwangere vrouwen met hiv. Op 25 januari 1999 richtte hij samen met John Kattenberg en Stef Bakker de stichting op.
Stichting Orange Babies heeft als doelstelling om zowel moeder als kind te beschermen tegen hiv. Om dit te doen geeft de stichting medicijnen aan de moeder en om de overdracht van hiv van moeder op kind te voorkomen. Ook geeft Orange Babies voorlichting om de verdere verspreiding van hiv tegen te gaan.
Orange Babies haalt jaarlijks ongeveer twee miljoen euro aan donaties op en is actief met projecten in Namibië, Zuid-Afrika en vooral Zambia. Sinds 1 juni 2023 is Fiona Hering directeur van de stichting.